# Lucas Persson

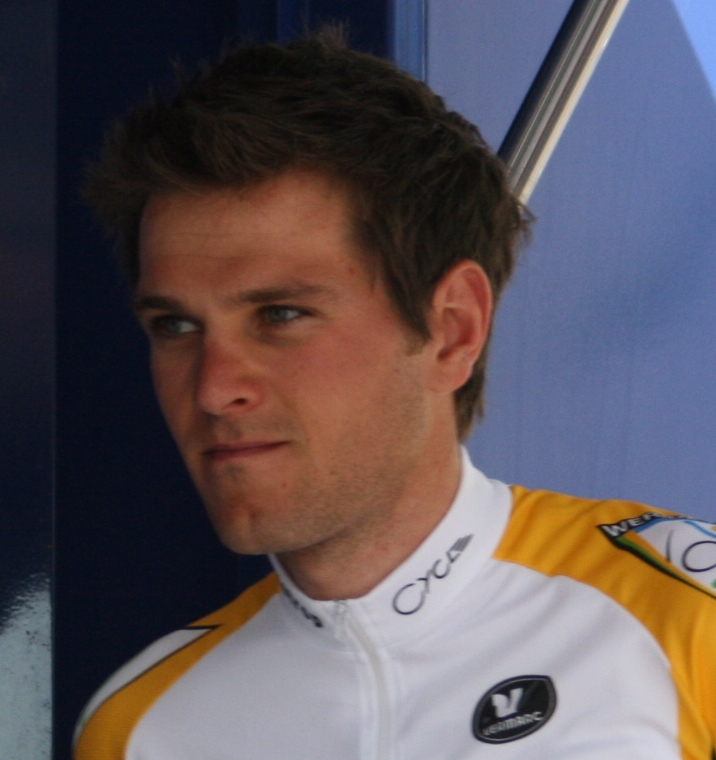
Lucas Persson (2008)

Lucas Persson (* 16. März 1984) ist ein schwedischer Radrennfahrer.
Persson 2004 bis 2006 siegte er im Skandisloppet, dem ältesten schwedischen Eintagesrennen.
Er gewann 2006 im Straßenrennen der schwedischen Meisterschaft die Bronzemedaille. 2007 fuhr Persson für das Farmteam des damaligen ProTeams. Unibet.com. Er wurde wieder Dritter der schwedischen Meisterschaft und siegte beim Scandinavian Open Road Race. Im Herbst 2007 fuhr als Stagiaire für das ProTeam. Sein letztes bedeutendes Ergebnis gelang ihm 2009 als Gesamtneunter der Tour of Qinghai Lake, einem Etappenrennen der hors categorie.

## Erfolge
2006
- Schwedische Meisterschaft – Straßenrennen

2007
- Schwedische Meisterschaft – Straßenrennen
- Scandinavian Open Road Race

2010
- Bergwertung Tour de Normandie

## Teams
- 2003 CK Kronborg Pro
- 2007 Unibet.com Continental
- 2008 Cycle Collstrop
- 2009 Team Capinordic
- 2012 Team Concordia Forsikring-Himmerland
- 2013  Concordia Forsikring-Riwal